# SG Sabres/Flyers United
Die Spielgemeinschaft Sabres/Flyers United war eine Spielgemeinschaft der beiden Wiener Fraueneishockeyteams EHV Sabres Wien und Vienna Flyers, die in der Saison 2008/09 bestand. Die Leitung der Spielgemeinschaft unterlag dem Vorstand der EHV Sabres.

## Geschichte
Die beiden Wiener Teams, die in den Vorjahren unter anderem am IIHF European Women Champions Cup und der Elite Women’s Hockey League teilgenommen hatten, beschlossen für die Saison 2008/09 eine Spielgemeinschaft zu bilden. Beide Abteilungen erhofften sich durch den Zusammenschluss ihrer besten Spielerinnen, insbesondere im internationalen Vergleich, wettbewerbsfähiger zu sein. So nahm die SG in dieser Spielzeit sowohl an der Österreichischen Staatsmeisterschaft als auch an der Elite Women’s Hockey League und am European Women Champions Cup teil.
Die Spielgemeinschaft war im einzigen Jahr ihres Bestehens aber nur wenig erfolgreich. In der Staatsmeisterschaft unterlagen die Wienerinnen im Finale dem Rivalen EC The Ravens Salzburg, im European Women Champions Cup scheiterte das Team bereits in der ersten Gruppenphase am deutschen Vertreter ESC Planegg/Würmtal und in der EWHL belegten sie mit nur vier Siegen den siebten und somit vorletzten Platz. Auch deshalb wurde die Spielgemeinschaft bereits nach einem Jahr wieder aufgelöst.

## Resultate der Saison 2008/09
Österreichische Staatsmeisterschaft
- Grunddurchgang: 6 Spiele, 4 Siege, 2 Niederlagen, 12 Punkte, 54:15 Tore
- Finale: 2 Spiele, 0 Siege, 2 Niederlagen, 5:9 Tore

Elite Women’s Hockey League
- Hauptrunde: 14 Spiele, 4 Siege, 10 Niederlagen, 12 Punkte, 43:52 Tore

IIHF European Women Champions Cup
- Vorrunde: 3 Spiele, 2 Siege, 1 Niederlage, 6 Punkte, 15:7 Tore